# Dejene Berhanu
Dejene Berhanu, né le 12 décembre 1980 à Addis-Alem (Éthiopie) et mort le 29 août 2010 en Éthiopie, est un athlète éthiopien spécialiste des courses de fond. 

## Carrière
il s'illustre lors de la saison 2000 en remportant la médaille d'argent du 10 000 mètres lors des Championnats d'Afrique d'Alger. En 2003, l'Éthiopien se classe troisième du 10 000 mètres des Jeux panafricains, avant de prendre la sixième place de la Finale mondiale d'athlétisme disputée en fin d'année à Monaco. Il participe en 2004 aux Jeux olympiques de d'Athènes où il se classe cinquième de la finale du 5 000 mètres. Troisième de la finale mondiale 2004, il se classe respectivement septième de la course courte et sixième de la course longue des Championnats du monde de cross-country 2005, remportant néanmoins pour chaque épreuve le titre par équipes. Il se qualifie pour la finale des Championnats du monde d'Helsinki et termine huitième de la finale du 5 000 m.
Dejene Berhanu se suicide le 29 août 2010.

## Palmarès
| Date | Compétition                    | Lieu          | Résultat | Épreuve       |
| ---- | ------------------------------ | ------------- | -------- | ------------- |
| 2000 | Championnats d'Afrique         | Alger         | 2e       | 10 000 m      |
| 2003 | Jeux panafricains              | Abuja         | 3e       | 10 000 m      |
| 2003 | Finale mondiale d'athlétisme   | Monaco        | 6e       | 5 000 m       |
| 2004 | Championnats du monde de cross | Bruxelles     | 11e      | Course courte |
| 2004 | Jeux olympiques                | Athènes       | 5e       | 5 000 m       |
| 2004 | Finale mondiale d'athlétisme   | Monaco        | 2e       | 5 000 m       |
| 2005 | Championnats du monde de cross | Saint-Galmier | 7e       | Course courte |
| 2005 | Championnats du monde de cross | Saint-Galmier | 6e       | Course longue |
| 2005 | Championnats du monde          | Helsinki      | 8e       | 5 000 m       |
| 2007 | Championnats du monde          | Osaka         | 31e      | Marathon      |